# Jonas Winterland
Jonas Winterland, pseudoniem van Philip Vermeire  (Roeselare, 1982), is een Belgische singer-songwriter en schrijver die woont en werkt vanuit Merchtem. Zijn repertoire is Nederlandstalig. 

## Levensloop
Winterland groeide op in West-Vlaanderen en leerde al heel jong gitaar spelen. Hij was in zijn jeugd verzot op dEUS, Eels, Gorki en Zita Swoon. Op zijn 18e besloot hij om zijn grote passie literatuur te volgen. Hij trok naar Leuven om er schrijver te worden, maar merkte dat zijn verhalen het beste tot uiting kwamen in zijn liedjes. Hij trad voor het eerst op tijdens de Open Mic Avonden in Het Depot. Daar werd hij opgemerkt door Leuvense muzikanten als Klaas Delrue (Yevgueni) en Milow. Winterland begon meer en meer op te treden en zocht zijn sporen in het echte verhalen vertellen zoals Bob Dylan en Leonard Cohen. 
Eind 2010 ontmoette Winterland producer Jo Francken, met wie hij bijna twee jaar samenwerkte aan een eerste album. Begin 2013 kwam dit debuutalbum uit, getiteld Mensen zijn gemaakt van dun papier. Hierop staan de singles Altijd halverwege en Naar het licht, maar ook de eerste Nederlandstalige cover van een nummer van dEUS, Maak me wakker voor ik slaap (originele titel: Wake me up before I sleep). Raymond van het Groenewoud speelde mee op het titelnummer van het album. 
In januari 2014 werd Jonas Winterland genomineerd voor de Music Industry Awards in de categorie "Nederlandstalig".
Het tweede album van Winterland, Zwaartekracht en andere verzinsels, werd uitgebracht in januari 2015. In januari 2017 verscheen zijn derde album Liever uit balans. Op 31 januari 2020 verscheen het album Berichten uit de schemerzone, dat tevens een boek is met een verzameling columns en andere korte teksten.

## Discografie

### Albums
| Album met hitnotering(en) in de Vlaamse Ultratop 200 albums | Datum van verschijnen | Datum van binnenkomst | Hoogste positie | Aantal weken | Opmerkingen |
| ----------------------------------------------------------- | --------------------- | --------------------- | --------------- | ------------ | ----------- |
| Mensen zijn gemaakt van dun papier                          | 25-01-2013            | 02-02-2013            | 16              | 27           |             |
| Zwaartekracht en andere verzinsels                          | 26-01-2015            | 07-02-2015            | 24              | 16           |             |
| Liever uit balans                                           | 28-01-2017            | 04-02-2017            | 41              | 8            |             |
| Berichten uit de schemerzone                                | 07-02-2020            | 15-02-2020            | 69              | 1            |             |